# Ordem do Mérito Naval
A Ordem do Mérito Naval é uma ordem honorífica do Brasil criada com a finalidade de agraciar militares da Marinha que se tenha distinguido no exercício de sua profissão e, excepcionalmente, corporações militares e instituições civis, nacionais e estrangeiras, suas bandeiras ou estandartes, assim como personalidades civis e militares, brasileiras ou estrangeiras, que houverem prestado relevantes serviços à Marinha.
Foi instituída pelo decreto nº 24659, de 11 de julho de 1934.

## Composição
- Anverso

A efígie da República, rodeada de um círculo de esmalte azul, no qual serão gravadas as palavras MÉRITO NAVAL.
- Reverso

Em idêntico círculo a palavra BRASIL.
A ordem ou insígnia será composta com uma fita de gorgorão vermelho, chamalotada, com uma listra azul claro no centro.

## Graduação
É composta por cinco graus:
- Grã-Cruz
- Grande-Oficial
- Comendador
- Oficial
- Cavaleiro

### Termo de concessão quanto ao grau
- Grã-Cruz

Em princípio, a chefes de Estado e príncipes de casas reinantes estrangeiras.
- Grande-Oficial

Para personalidades nacionais e estrangeiros: ministros de Estado, chefes de forças navais, chefes de Estado-maior das forças armadas e oficiais-generais das forças armadas de posto equivalente no mínimo, igual ou superior a vice-almirante.
- Comendador

Aos demais oficiais-generais nacionais e estrangeiros.
- Oficial

Aos oficiais superiores das forças armadas, nacionais e estrangeiros.
- Cavaleiro

Aos demais militares nacionais e estrangeiros.
Ao civis: corresponderão às funções que desempenham e a sua posição social, devendo-se, sempre que possível, estabelecer correlação entre as situações civis e militares acima enumeradas.
| Barretes  | Barretes | Barretes   | Barretes       | Barretes |
| --------- | -------- | ---------- | -------------- | -------- |
| Cavaleiro | Oficial  | Comendador | Grande Oficial | Grã-Cruz |

## Órgão concedente
Concedido por decreto do Presidente da República após consultar um conselho composto pelas seguintes autoridades:
- Grão-mestre da Ordem do Mérito Naval: Presidente da República.
- Ministro de Estado da Defesa: presidente honorário, atual Ministro da Defesa.
- Ministro de Estado das Relações Exteriores: vice-presidente honorário.
- Comandante da Marinha: chanceler da Ordem; atual Ministro da Marinha.
- Chefe do Estado-Maior da Armada: membro nato do Conselho; na falta, atualmente é o Presidente da República.
- Diretor-geral do pessoal da Marinha: membro nato do Conselho; atual chefe de recursos humanos.
- Um almirante-de-esquadra, designado por portaria do comandante da Marinha ou Ministro da Marinha: Membro do Conselho.
- Chefe do gabinete do comandante da Marinha: secretário do Conselho; atual chefe do Gabinete do Ministro da Marinha.

## Competência
- Zelar pelo bom nome da Ordem;
- Deliberar sobre as propostas que lhe forem apresentadas, normalmente pelo Ministro da Marinha, da Defesa e Presidente da República;
- Decidir sobre os assuntos de interesse da Ordem;
- Resolver sobre as exclusões de personalidades e corporações pertencentes à Ordem, de acordo com os artigos 26 e 39 do regulamento.